# Grassalkovich-kastély (Gödöllő)
A gödöllői Grassalkovich-kastély (németül: Schloss Getterle) a Grassalkovich családnak Gödöllő belterületén található kastélya, amely a fővárostól, Budapesttől mintegy 25 kilométerre északkeletre helyezkedik el. A 18. században építették I. Grassalkovich Antal gróf számára, a 19. század második felében pedig az osztrák császár és Erzsébet magyar királyné (Sisi) preferált rezidenciájául szolgált. A második világháború után a kastély pusztulásnak indult. 1985 óta szakaszosan restaurálják. 1996 óta áll nyitva a látogatók előtt.
A beépített területen mérve a kastély Magyarország legnagyobb barokk palotája.

## A kastély története
A 18. század egyik legjelentősebb főurának, a köznemesi sorból előbb bárói címet, majd grófi rangot szerző  I. Grassalkovich Antalnak (1694–1771), a Grassalkovich család kiemelkedő tagjának, Mária Terézia bizalmasának sok mindent köszönhet Gödöllő. A rakétaszerűen felemelkedő, csupán harmincas éveiben járó gróf, a birtok új tulajdonosa a kastély és a hozzátartozó épületegyüttes építtetését 1735 után kezdte meg Mayerhoffer András tervei alapján. A kettős U-alak nyolc szárnyának építése több szakaszban történt, az első szakasz 1745-ig tartott.  A díszterem a középső rész utcai frontján van, a terem alapterülete 170 négyzetméter. 1746 és 1749 között két új szárnnyal bővült az épület mindkét oldalon: a déli szárnyban istálló és szénapadlás kapott helyet, az északi szárnyban pedig ugyanekkor készült el a római katolikus templom. 
A kastély bővítését fia, II. Grassalkovich Antal (1734–1794) folytatta 1782 és 1785 között. Ekkor létesült a kettős U-alak déli szárnyának a végében a 100 fő befogadására alkalmas színházterem kettős páholysorral és kitűnő színpadtechnikával. Ez Magyarország egyetlen rekonstruált barokk színháza, egyben a legrégebbi fennmaradt kőszínháza, ahol 2003 óta jelenleg is tartanak színházi előadásokat. III. Grassalkovich Antal (1771–1841) pedig az északi oldal utolsó szárnyát és az új narancsházat építtette meg, és az ő idejében alakították át tájképi kertté a korábbi franciakertet. Ugyanakkor 1841-ben III. Grassalkovich Antal halálával kihalt a Grassalkovich család férfi ága, a leányágon öröklődő birtokot a kastéllyal együtt  1850-ben báró Sina György (1783–1856) vásárolta meg, akinek fia, Sina Simon (1810–1876) 1864-ben eladta azt egy belga banknak, amelynek a tulajdonosa André Langrand-Dumonceau volt.
A kastélynak sok illusztris vendége volt. Járt itt többek között 1751-ben Mária Terézia is. Windisch-Grätz hercegnek 1849-ben itt volt a főhadiszállása, az 1849. április 6-i győztes isaszegi csata után már Kossuth Lajosék ünnepeltek ugyanitt.

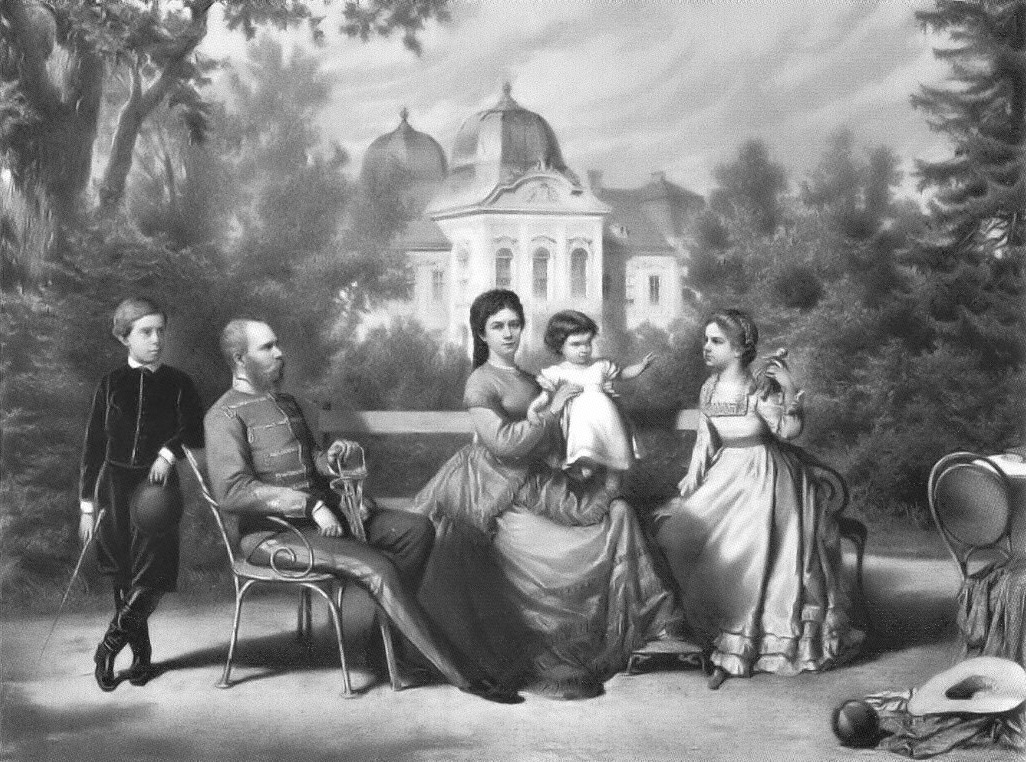
Ferenc József és Erzsébet királyné gyermekeikkel a kastély parkjában

A kastély második fénykorát az Osztrák–Magyar Monarchia idején élte. A magyar állam megvásárolta, majd Ferenc József és Erzsébet királyné koronázási ajándékként kapta meg Gödöllőt és a kastélyt. Így  1867-től királyi pihenő rezidenciává alakították, enteriőrjei ma is ezt a kort idézik. Erzsébet királyné távol a bécsi etikettől, tavasszal és ősszel pihent itt, férje Ferenc József gyakran elkísérte. Erzsébet királyné halála után (1898) Ferenc József már ritkábban látogatott ide: utoljára 1911-ben járt itt. I. Ferenc József utóda IV. Károly első hosszabb gödöllői tartózkodásának a monarchia összeomlása vetett véget 1918. október 26-án. 1920-tól a kastély Horthy Miklós pihenőhelyévé vált. A második világháború után a szovjet katonák raktárnak, laktanyának és istállónak használták. 1944-ben a berendezés nagy részét elszállították, illetve helyben elpusztították. Az északi szárnyak végén a Honvédelmi Minisztérium alakította ki raktárbázisát. A műemlékké nyilvánított kastély épületében 1958-tól szociális otthon működött.
A felújítási munkák 1985-ben kezdődtek. Az idősek otthona 1988-ban költözött át a Dózsa György úti volt Volán székházba. 1990-ben pedig a szovjet csapatok hagyták el a kastélyt. Az romos épületegyüttes teljes kiürítése 1994 végére fejeződött be. A felújítást 1994-től a Gödöllői Királyi Kastély Közhasznú Társaság koordinálta. 1996-ban készült el a főszárny rekonstrukciója. Az épületben azóta múzeum működik. A kastély jelentős rendezvényközpont is.
2021. február 1-től kormánydöntés alapján a kastély a Magyar Agrár- és Élettudományi Egyetem létrehozásakor gyakorlatilag magánkézbe került.

## Lovarda
A barokk kastély lovardája 1743 körül épült. Az 1780-as években összekötötték a Barokk Színház alatt lévő, toszkán oszlopsorral díszített teremmel és a Sörpincével.  A königgrätzi csata után, 1866-ban tábori kórháznak használták. Később Erzsébet királyné kívánságára kb. 1877-ben átépítették, a padlószintet feltöltötték, az ablakszintet megemelték, kerek manézst alakítottak ki benne, amelynek négy pontjára tükröket helyeztek. A kastély lovardája Erzsébet királyné egyik kedvenc helye volt az épületben. Műlovarnők, cirkuszi lovasok tanították a királynét mutatványokra, például tűzkarikán átugratásra. De nemcsak a nevének megfelelő funkciót látta el a tér, Horthy Miklós kormányzó többször adott engedélyt különböző rendezvények, bálok megtartására itt, a második világháborút követően (1945–1991) pedig a szovjet laktanyához tartozott ez az épületrész. 1987-ben beszakadt a tetőszerkezet, ekkor kezdődött meg a felújítása. Az elmúlt években időszaki kiállításoknak és koncerteknek volt a helyszíne.

## A kastélypark
A kastélyt övező kiterjedt zöldterület annak idején három részből állt: a főhomlokzattal szemben, a Rákos-patak partján elhelyezkedő Alsóparkból (a jelenben a helyiek népszerű közparkja), a díszudvar mögött terült el a Felsőpark (amely nagyjából megegyezik a mai kastélyparkkal) és a HÉV vonal Táncsics Mihály út felöli túloldalán pedig a „Herceg mulatókertje” terült el. (Most Erzsébet-park a neve.) A korábbi franciakertet Grassalkovics III. Antalné, azaz Esterházy Leopoldina (1776-1864) alakíttatta át angolkertté. 
A kastélyparkban van egy királydombi pavilon, melyet az 1760-as években Grassalkovich Antal emeltetett, ez a park egyetlen megmaradt barokk kori építménye, a jelenlegi park északi részén áll.  A pavilon képgalériának épült, faburkolatába illesztett 54 olajfestmény babérkoszorúkkal és feliratszalaggal díszítve ábrázolta Magyarország királyait és a hét honfoglaló vezért. A császári csapatok katonái 1849-ben a számukra vesztes isaszegi csata után dühükben össze-vissza szabdalták a pavilon festményeit, köztük a saját uralkodóik képeit is. 2004 novemberére felújították a hatszög alakú pavilont, de ekkor már fotótechnikával reprodukált képekkel díszítve.

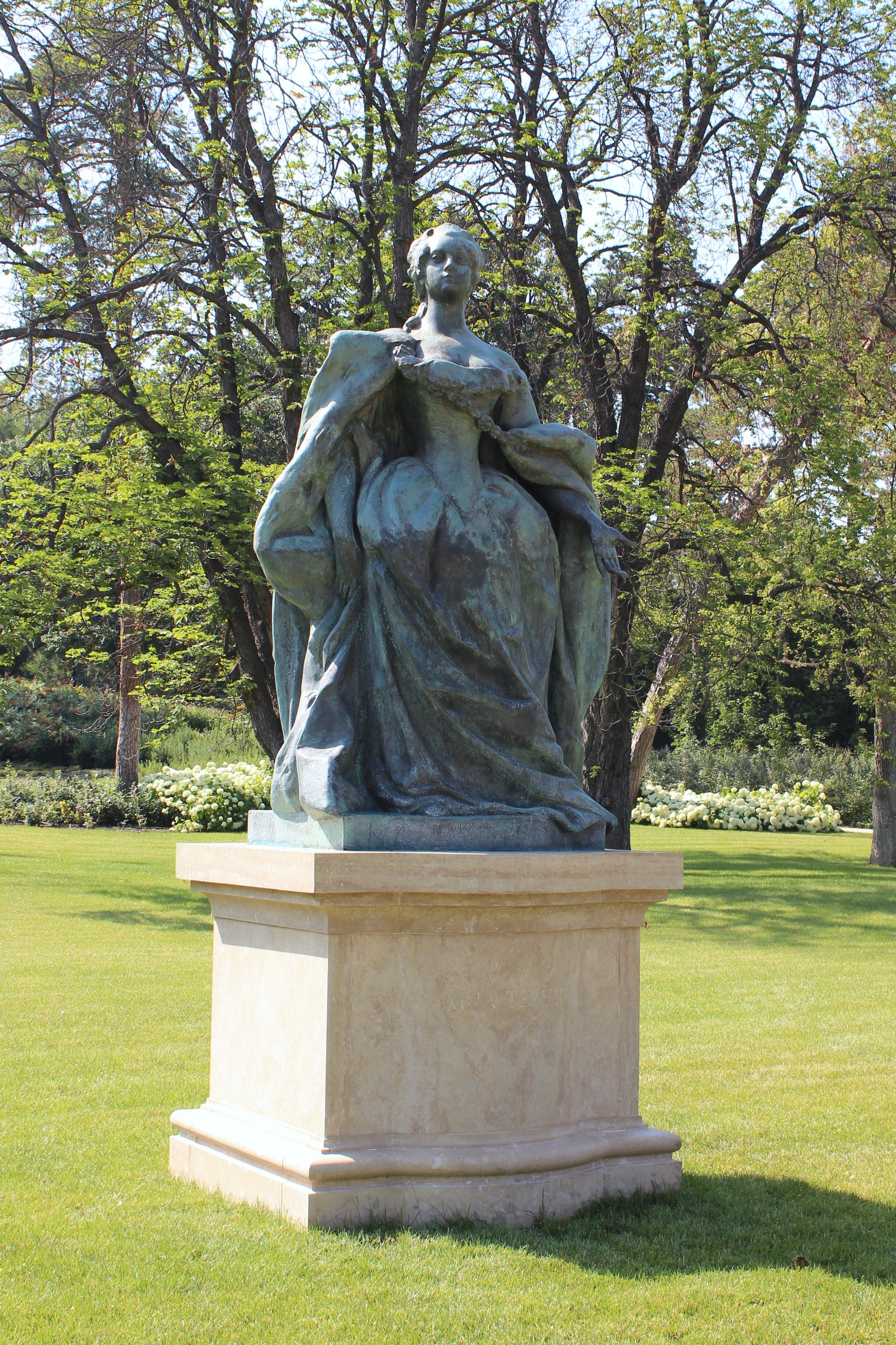
Mária Terézia szobra a kastélyparkban
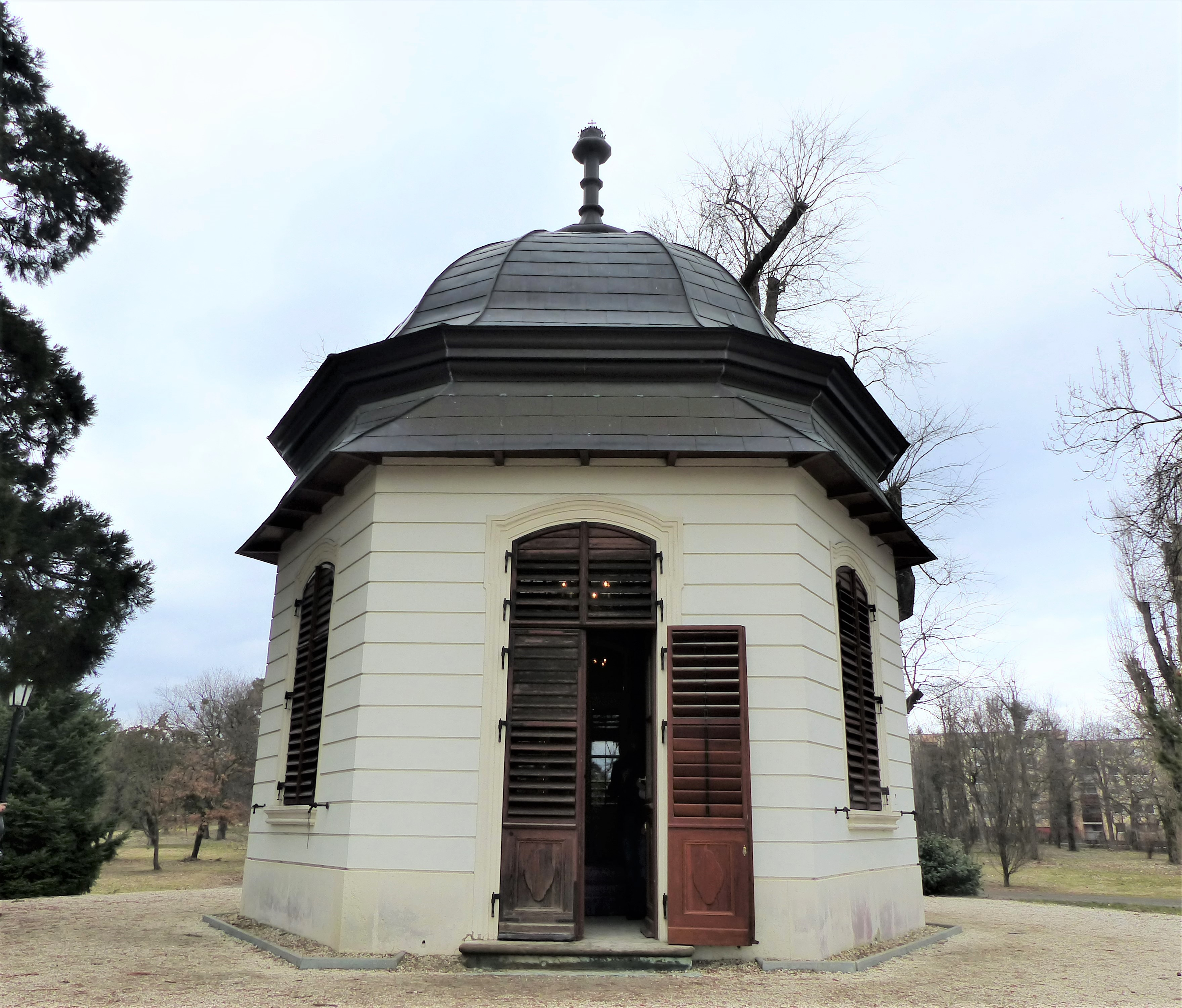
A királydombi pavilon a parkban
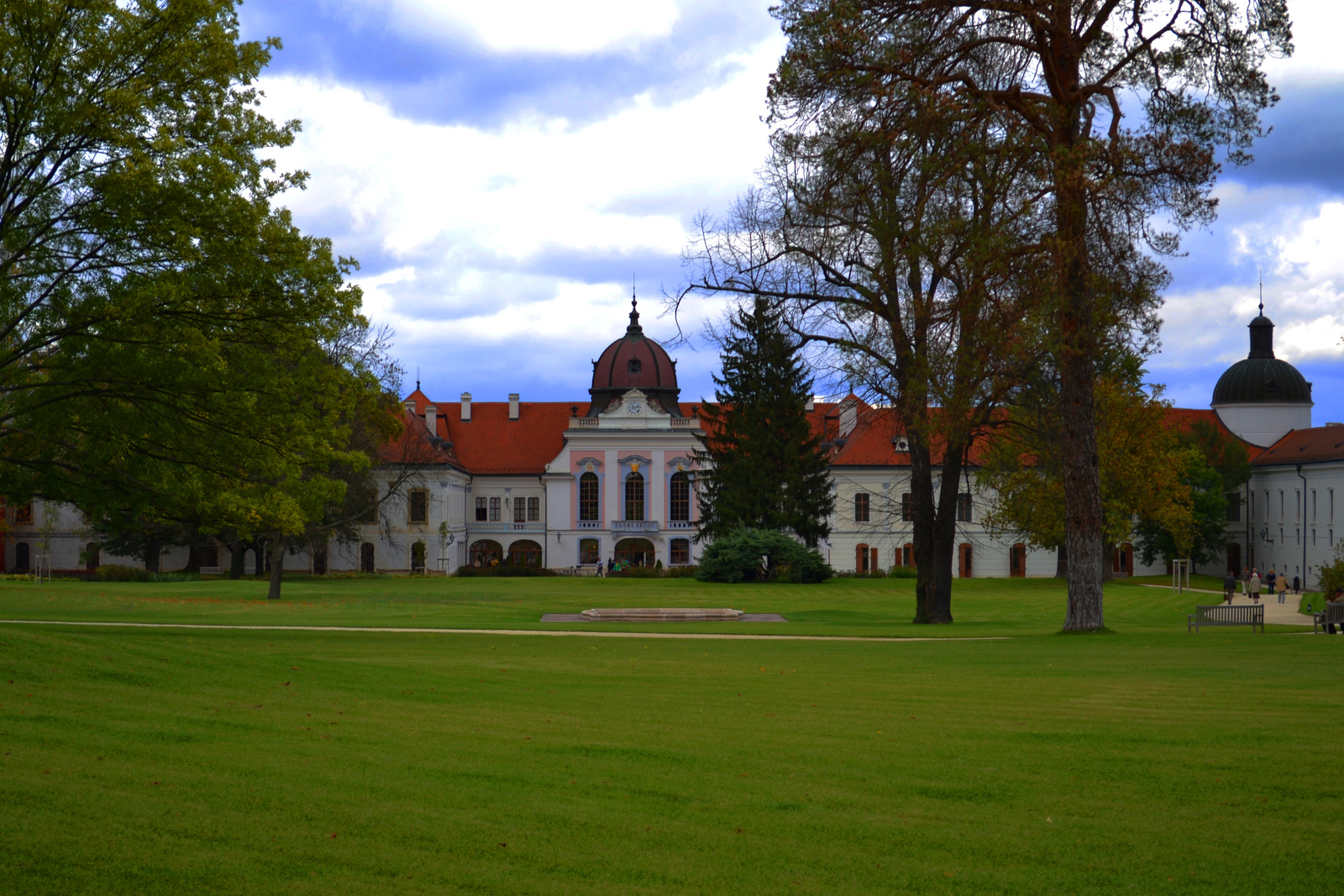
Kilátás a Felső kertből a palota nyugati homlokzatára

## Képgaléria

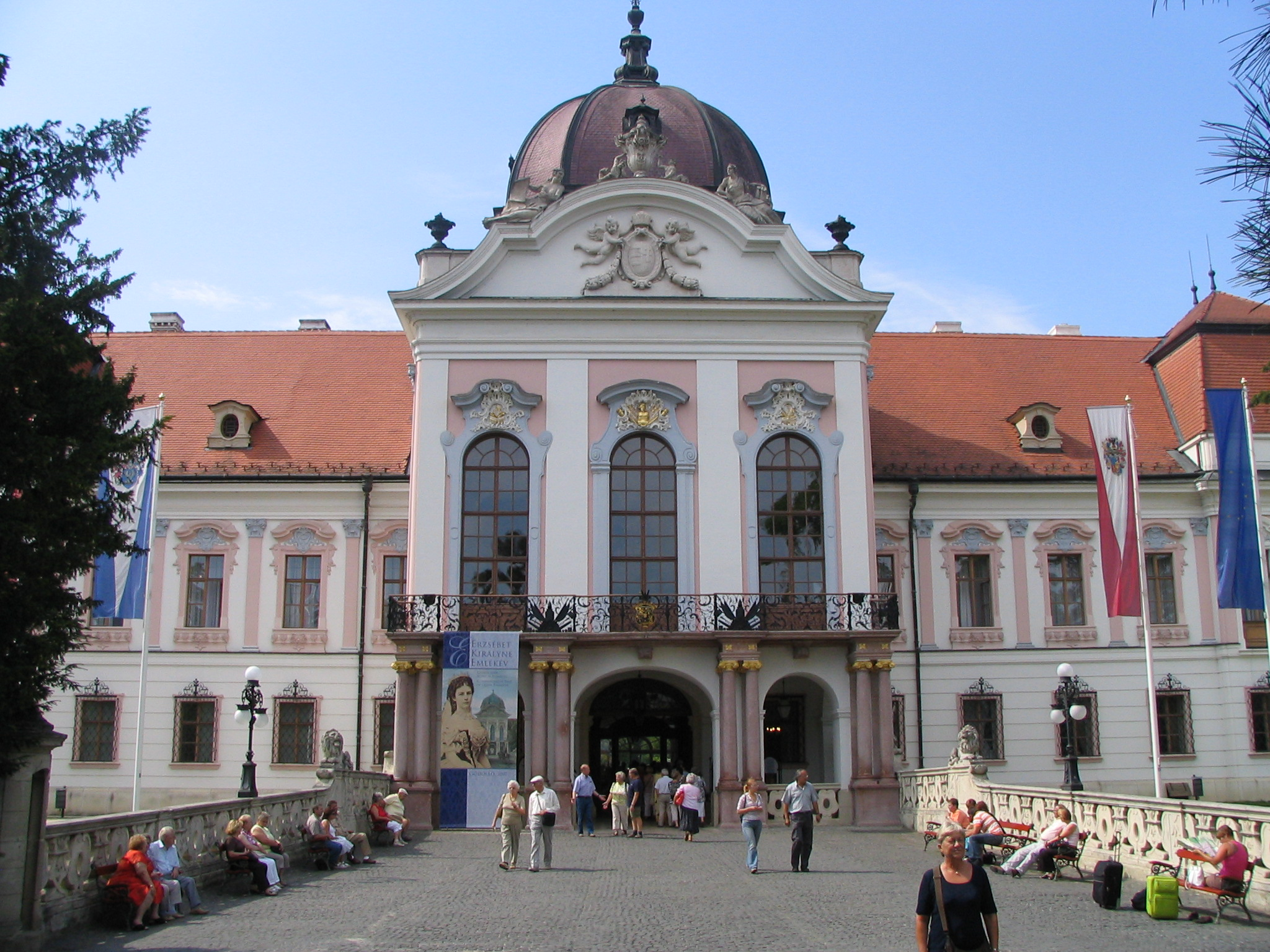
Főbejárat
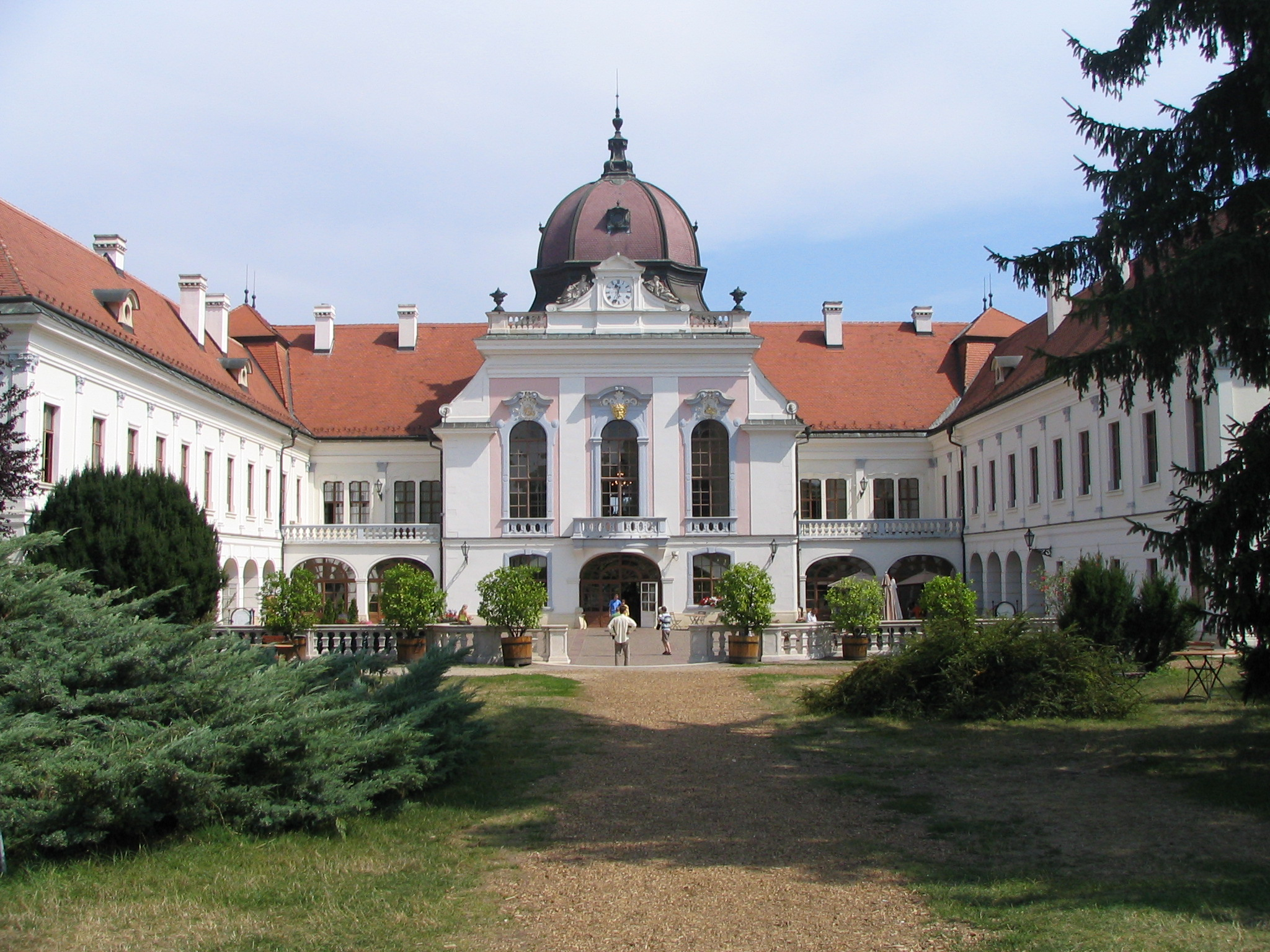
Belső udvar
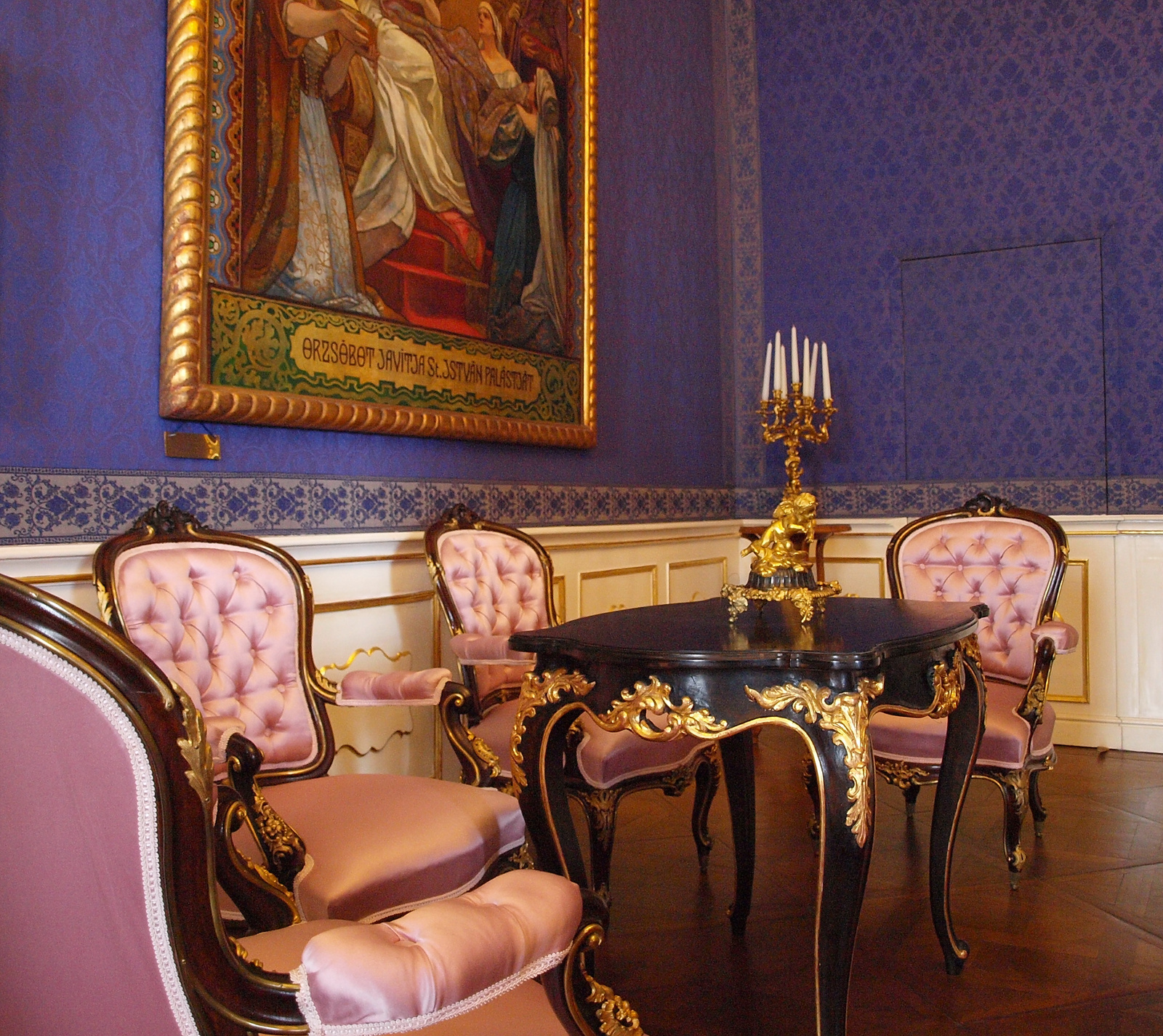
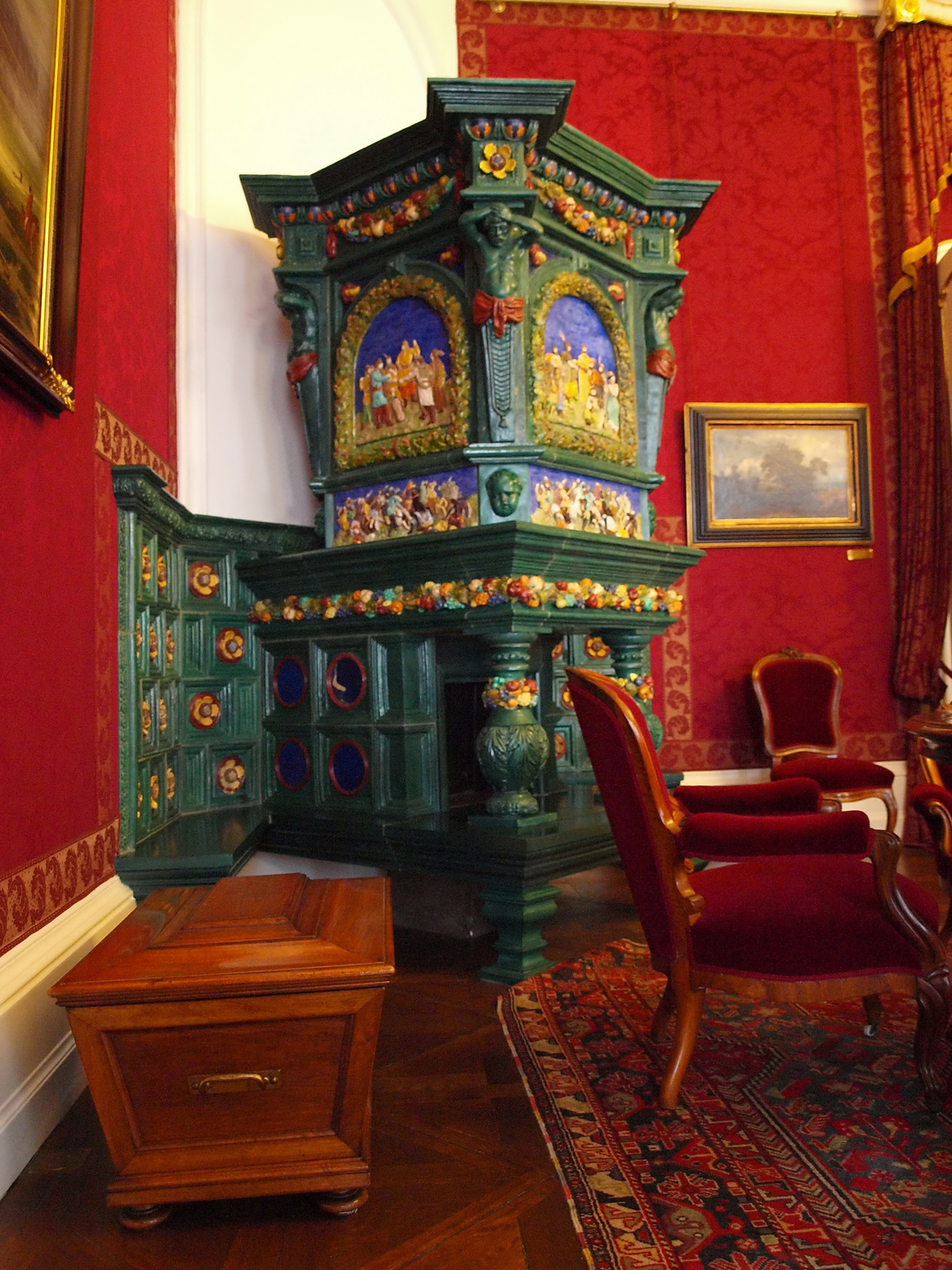
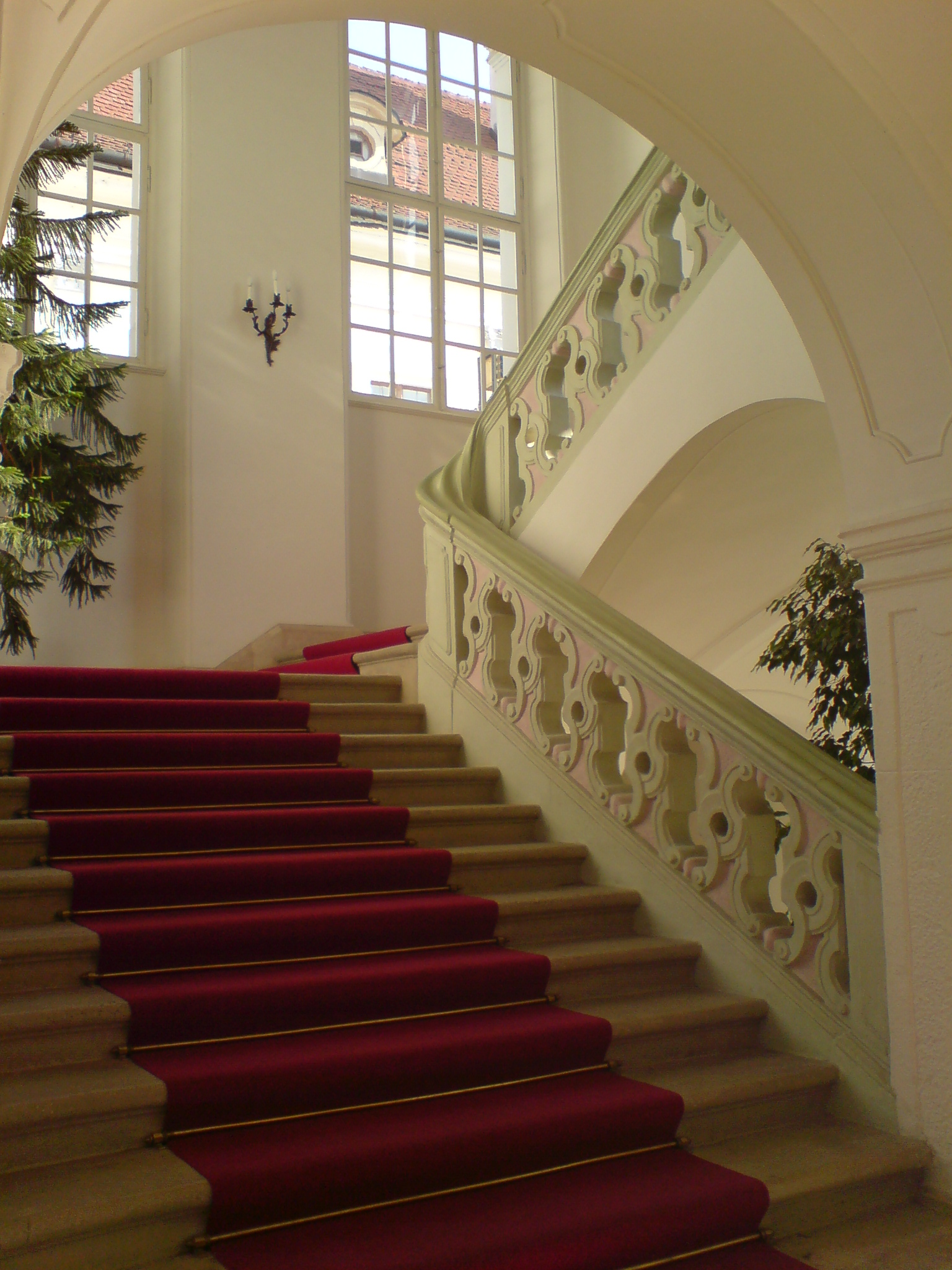
Lépcsőház

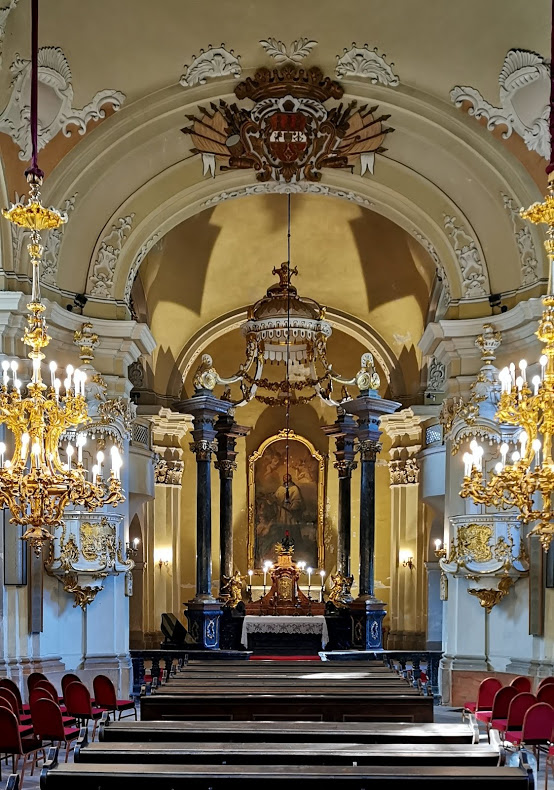
A kápolna fekete márványoszlopos, baldahinos oltára
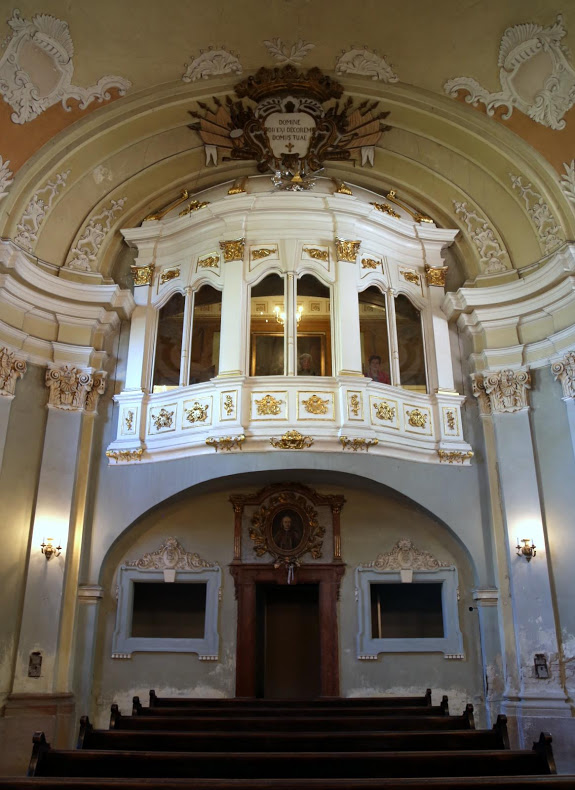
A kastélykápolna bejárata

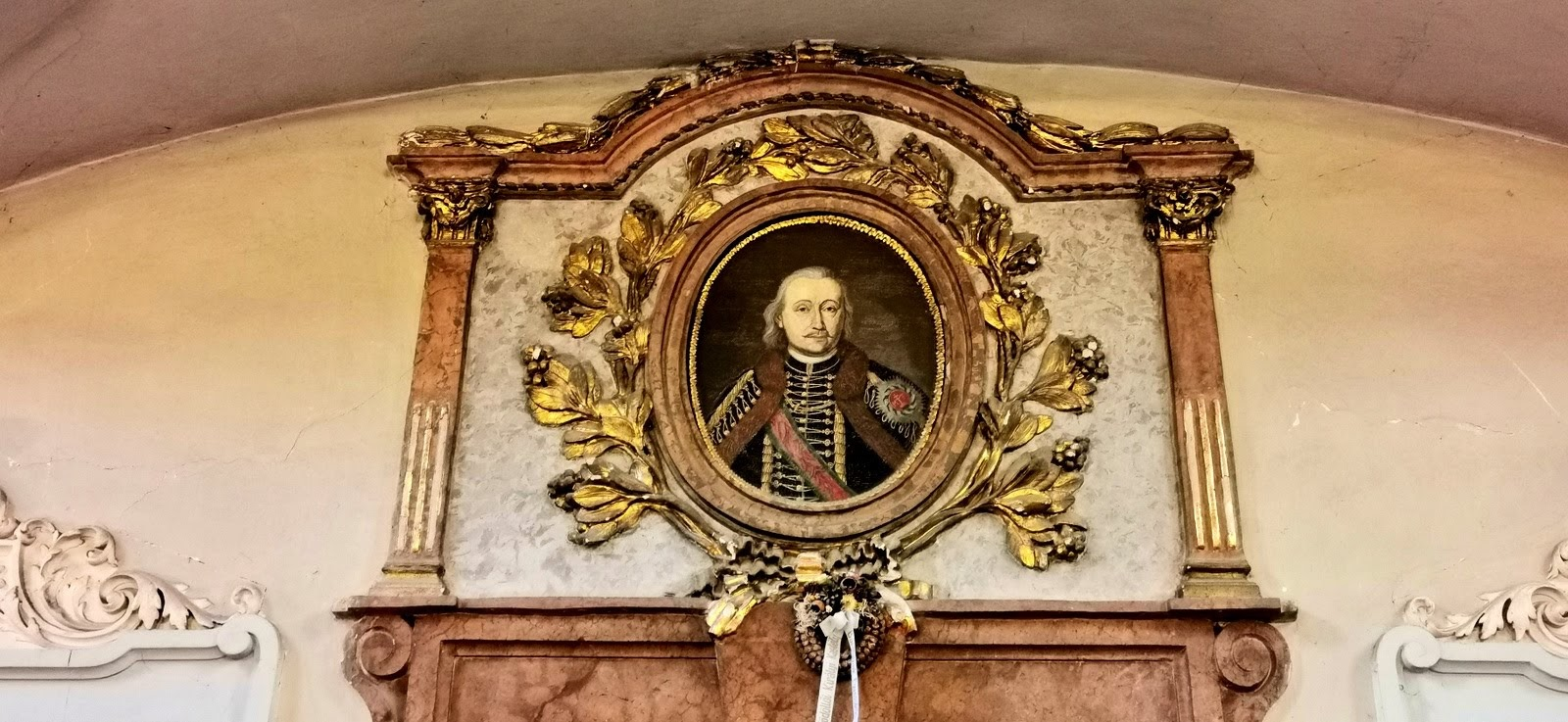
I. Grassalkovich Antal portréja a kápolnájában
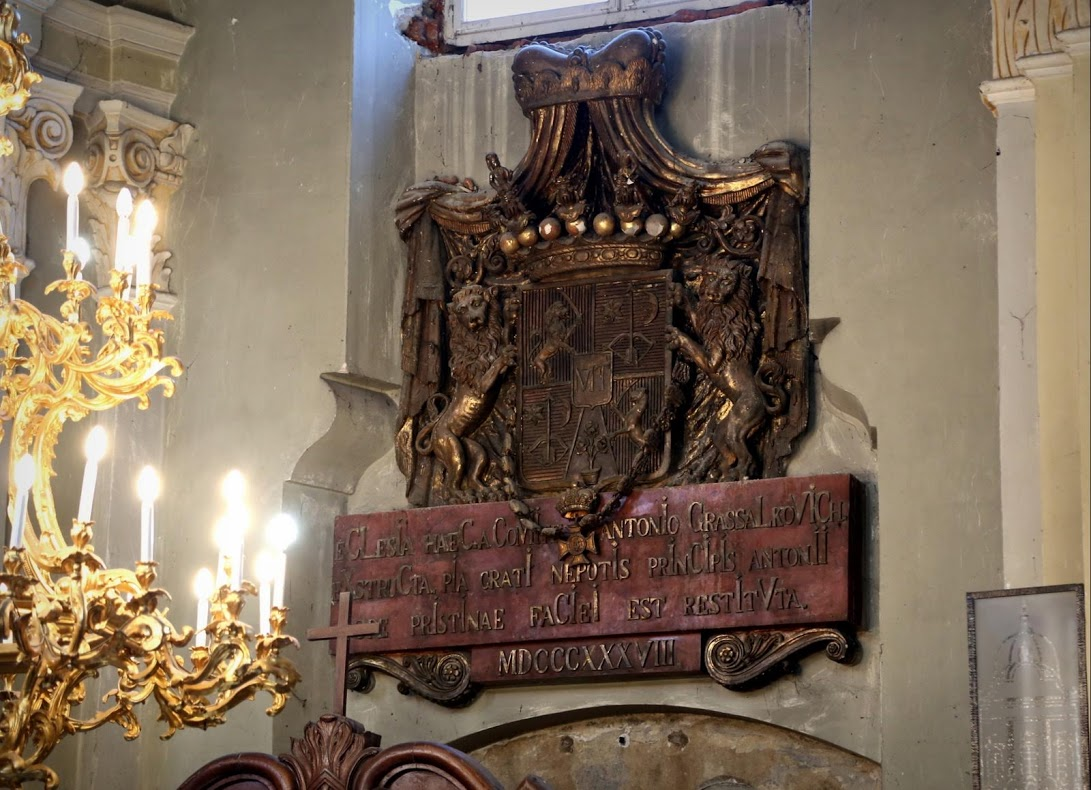
A kastély kápolnájában

## Más Grassalkovich-kastélyok
A gazdag és neves Grassalkovich család több kastélyt is építtetett a Monarchián belül. Legnevezetesebbek talán a gödöllői hatalmas rezidencia, a hatvani Grassalkovich-kastély, pozsonyi Grassalkovich-kastély és a Grassalkovich bécsi nyári palota a II. kerületben.
Egykoron a magyar fővárosban is állt egy Grassalkovich-féle palota, de az épület ma már nem áll. Néhány metszet maradt csupán a kúriáról.